# Beluša
Beluša (maďarsky Bellus) je obec v okrese Púchov na Slovensku, v Trenčínském kraji. V roce 2020 zde žilo 6 022 obyvatel.
Na území obce byly nalezeny četné archeologické nálezy.
První písemná zmínka o obci pochází z roku 1330, v té době tu už stál jeden z nejstarších kostelíků na Pováží.
Je to nejlidnatější obec (bez statutu města) na celém Pováží a zároveň šestá z těchto obcí v rámci celého Slovenska. Její součástí jsou dvě bývalé obce Hloža a Podhorie, též osady Čerencové, Belušské Slatiny, Rybníky, Závažská a samota Pod Vŕškom. V obci se nachází:
- římskokatolický kostelík svaté Anny z 13. století, který má raně gotický portál, půdorys a okna jsou románské,
- renesanční kostel sv. Alžběty Uherské z roku 1560.

## Přírodní poměry
Beluša se nachází na Středním Pováží, v severní části Ilavské kotliny, v údolí řeky Váh. Z pohledu geomorfologického členění území obce zasahuje do celků Považské podolí, Strážovské vrchy a Javorníky.

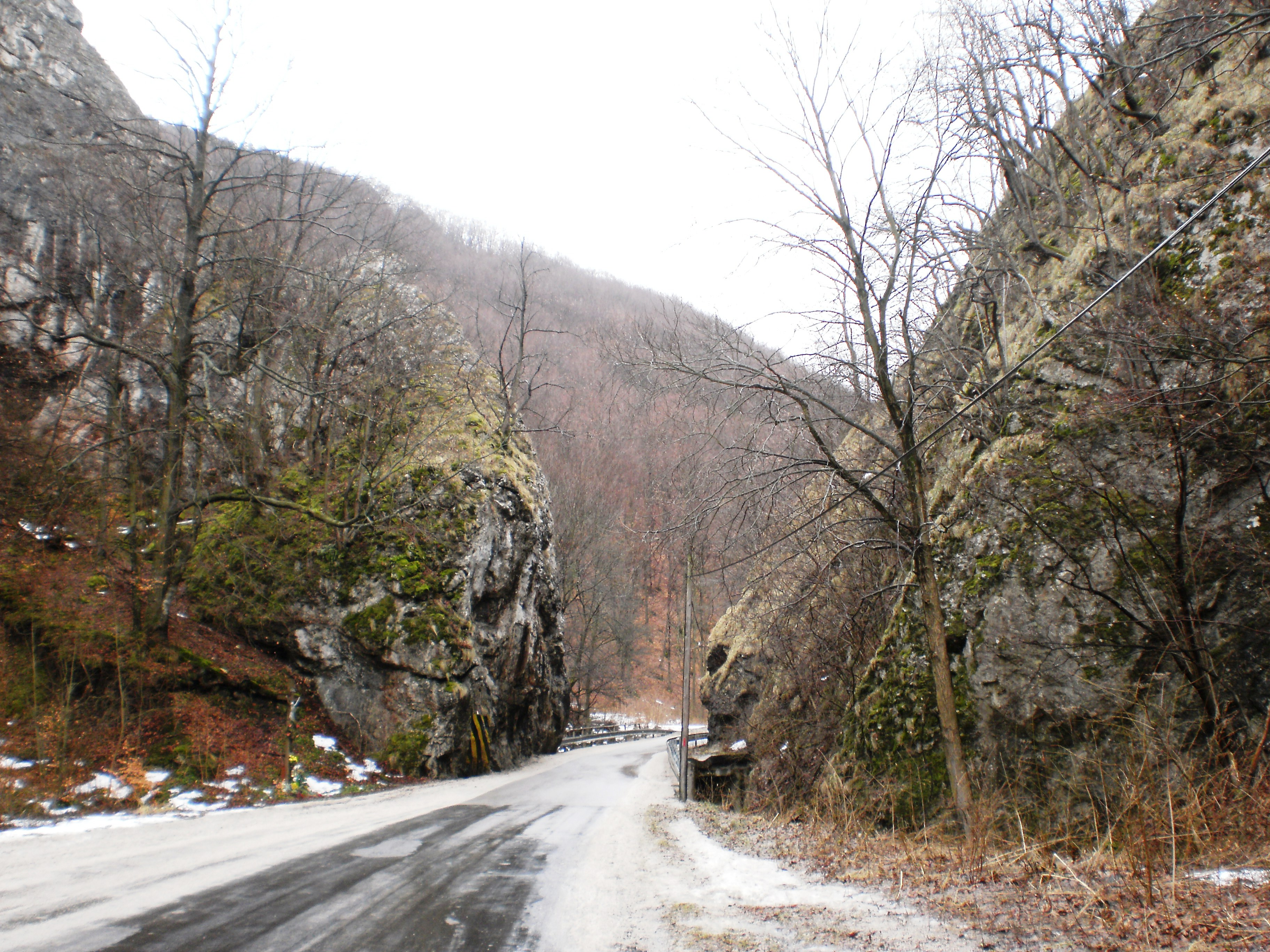
V soutěsce Belušská Vrata

### Belušské Slatiny
V místní části Belušské Slatiny, vzdálené 2 km od Beluše, jsou zemitě-sirné, 19–22 °C teplé, prameny.
Termální lázně Belušské Slatiny byly známé už na zač. 18. stol., Prameny jsou vhodné k léčení chronického revmatismu kostí, svalů a kloubů, při kožních chorobách, chronické neuralgii a při otravách těžkými kovy. V r. 1894 byly postaveny první lázeňské budovy, pro veřejnost byly zpřístupněny v r. 1910. Po 2. svět. válce začal lázeňský život upadat a lázně byly zrušeny.

### Belušská Vrata
Belušská Vrata jsou krátká skalnatá soutěska, vyhloubená Slatinským potokem ve vápencích Manínského příkrovu. Průchod, kterým dnes vede cesta na Mojtín, byl vytvořen uměle.,

## Historie
Nejstarší zdokumentované důkazy o přítomnosti člověka v oblasti Beluše pocházejí z mladší doby kamenné (4. tisíciletí před Kr.), kdy byla osídlena poloha Hradiště. Jedná se o bralnatý masiv, zvaný jako Ostré vršky, ležící na pravém břehu Slatinského potoka. Z období konce římské doby a období stěhování národů pochází valové opevnění a několik vzácných artefaktů (železný oštěp), potvrzujících osídlení i v tomto období. V tomto období byly osídleny i výšinné lokality Stárkova skála a Rašov. Mladší nálezy dokládají intenzivní osídlení lokality doložené z velkomoravského období (8. – 9. století), mezi nimiž je více než 70 mohyl s nalezišti kostí, železných předmětů a dřevěných základů opevnění.
Mezi vzácné lokality s archeologickými nálezy ze starší doby bronzové (2000–1500 před Kristem) patří Hloža. Během stavebních prací na derivačním kanálu vodní elektrárny byly v katastru této místní části objeveny 21. června 1935 tři hroby, ve kterých se nacházely bronzová jehlice, náramek, spirálovité zkroucené kroužky, tři náušnice a dvě tenké zlaté náušnice. O něco mladší je nález popelnicového hrobu zástupce lužické kultury (1300–1200 před Kristem) z lokality Podhoří, objevený v roce 1930, jakož i nález z lokality Pechová, kde se našel džbán s páskovým uchem a malou prstencovitou nožkou, zdobený. Ze stejného období pochází i pohřebiště s 26. žárovými hroby z Pechové, objevené během výstavby silnice I/61 v roce 1964. Mezi nálezy se nacházely amfory, misky a hrnce, ale také bronzové náramky, závěsky, prsteny, jehlice a korálky. Vedle jedinečných tvarů nádob (např. popelnice ve formě džbána) je vzácný objev keramiky a hrnčířské pece. Z období lužické kultury pochází i 6 žárových hrobů, které objevil v roce 1964 Anton Petrovský-Šichman v lokalitě Kostelište. Z velkomoravského období pochází 36 mohýl, přičemž je předpoklad, že zde stál i kostel. Dalších 25 mohýl se nachází v nedalekých lokalitách Gárové a Háj, 13 mohýl bylo objeveno také v lokalitě Hrobice.
Nejstarší zachovaná písemná zmínka o „terra Belos“ pochází z roku 1330, přičemž již z roku 1332 pochází zmínka o místní faře v soupisu papežských desátků. V listině ze dne 10. listopadu 1369 se při vymezení katastru uvádí již villa Belos, čili obec nebo vesnice. Královská listina Ludvíka I. ze dne 5. dubna 1375 obsahuje Belušu jako „civitas“, tedy město.
Ve většině dokumentů se Beluša uvádí jako „oppidum“, což znamená opevněné městečko. Zatímco do roku 1439 byla součástí trenčínského panství, od letošního roku byla majetkem panství Ilava. Městečko mělo svou samosprávu s právem volit si rychtáře a městskou radu, ale také právo mlýnu, jatky, vařit pivo, čepovat víno, pálit kořalku, právo lovu a rybolovu, právo výroby cihel a také právo pořádat jarmarky a trhy. V roce 1534 zde byla filiální celní stanice pro vybírání třicítku. Tržní privilegium, opravňující vedle pravidelných týdenních trzích pořádání 4 jarmarků a trhů, vydal 14. října 1659 Leopold I. V 17. století zde působil ševcovský, hrnčířský a bednářský cech, mimo tato řemesla, a zámečníci. Ránu pro slibný rozvoj městečka zasadil požár, který v roce 1723 zničil nebo značně poškodil všechny staré budovy, včetně zámečku. Shořela také část dokumentů z archivu městečka. Významné nepokoje a nespokojenost obyvatel způsobily povinnosti, které jim v roce 1751 nařídilo panství; šlo o povinnost jednat roboty pro pána, omezení při prodeji půdy a budov, či vybírání mýtného na trzích, ale také omezení pohybu v lesích a zákaz chytat ryby a raky.
Velké škody způsobila katastrofální povodeň na Váhu v roce 1813, která zničila 57 hospodářství na dolním konci obce. Už o desetiletí, 2. června 1823, zalila velkou část obce rozvodněná řeka Pružinka. Rozsáhlý požár pustošil v Beluši 15. září 1827, kdy lehlo popelem přibližně 130 domů, včetně kostela, fary a hospody. Ani tyto katastrofy se však nevyrovnaly moru, který si jen v srpnu 1831 (1881?) vyžádal v Beluši 262 obětí.
Výrazným stimulem pro celý region bylo vybudování Povážské železnice, která měla v obci zřízenou železniční stanici a byty pro železničáře. Během reorganizace veřejné správy v roce 1888 se statut Beluše změnil z městečka na obec. Zhoršení života přinesla také první světová válka, která si vyžádala i 77 obětí z této obce. Válka následující byla osudnou pro 9 osob. Památce na oběti a pětici největších pohrom v historii obce je věnován „Monument pěti prstů“ z roku 1976. Keramické „prsty“ symbolicky znázorňují choleru, hladomor, povodně, požár a války, přičemž obsahují i jejich detailní popis.
Konsolidace poměrů po vzniku Československé republiky byla pozvolná; vedle problémů se zásobováním a obnovou válečných škod bylo třeba vybudovat novou budovu školy, k čemuž došlo v roce 1930. V daném roce byla obec elektrifikována, což zásadně ovlivnilo život většiny obyvatel. Nová hasičská zbrojnice s motorovou stříkačkou přibyla v roce 1931. Na telefonu síť byla Beluša připojena v roce 1934, o 4 roky později se začal budovat kulturní dům a v roce 1939 se začalo s regulací říčky Pružinka. Na konci roku 1944 německé vojsko vypálilo několik okolních salašů a kolib a 20. dubna 1945 obec bombardovali. K osvobození došlo 1. května 1945, přičemž den předtím Němci zničili mosty a lávky v obci. Jejich obnova byla prvořadým úkolem během obnovy obce, kdy bylo třeba opravit i poškozené komunikace a budovy. Následně byla postavena nová budova Obecného úřadu, dům služeb, hasičská zbrojnice, knihovna, školní jídelna mateřské školky, zdravotní středisko, či motel Slatina (shořel v roce 2013). Mezi nejnovější stavby patří Tržiště, dětské a multifunkční hřiště.
Beluša, vybavená potřebnou infrastrukturou, postupně nabyla městského charakteru. Kromě služeb poskytují okolní provozy pracovní příležitosti pro obyvatele. Ti, kteří dojíždějí za prací mimo bydliště, využívají snadnou dostupnost silničních komunikací i železnice.

## Památky
- Archeologická lokalita Hradiště-Ostré Vršky, osídlení od eneolitu (pozdní kamenné doby) až po laténskou dobu (mladší doba železná).
- Birituální mohylník Koščeliščo, archeologická lokalita ze slovanského období, vznik od 8. století do 9. století.
- Mohylník pod Hájem, archeologická lokalita z velkomoravského období sestávající z 25 mohyl, vznik od 8. století do 9. století.
- Mohyla za Kamenicí, archeologická lokalita ze slovanského období z druhé poloviny 8. století až do první poloviny 9. století.
- Mohylník Hrobice, archeologická lokalita ze slovanského období, se skládá ze 13 mohyl, vznik od druhé poloviny 8. století až do první poloviny 9. století.
- Římskokatolická kaple sv. Anny, jednolodní raněgotická stavba s půlkruhovou apsidou, bez věže, z období kolem roku 1300. Místní farnost se poprvé zmiňuje v soupisu papežských desátků z let 1332–1337. Ve 14. století byl interiér doplněn o nástěnné malby. Po stavbě nového kostela v jeho blízkosti nebyl jistou dobu využíván, teprve během reformace se v tomto kostele začali setkávat v té době menšinoví katolíci. V tomto období byla do kostela vestavěna dřevěná empora. V roce 1713 se zmiňuje s novým patrocinem sv. Fabiána a Šebastiána, v pozdějším období již nebyl využíván k bohoslužebním účelům, využívá se jako kostnice, později jako sýpka. Necitlivou obnovou, která zapříčinila likvidaci středověkých nástěnných maleb prošel v letech 1968–1969, další obnovou prošel v roce 1990. Stavba je téměř intaktně dochována ve středověké podobě. Interiér je plochostopý, apsida je zaklenutá valenou klenbou. Západní fasádě dominuje gotický portál s ostěním s lomeným obloukem. Dochovala se i tři původní štěrbinová okna, dvě na jižní lodi, jedno v apsidě. Kaple má bělené fasády a je pokryta šindelovou střechou.
- Římskokatolický kostel sv. Alžběty Uherské, jednolodní renesanční stavba s polygonálním ukončením presbytáře a představanou věží, z období kolem roku 1560. Během reformace byl kostel evangelický. V roce 1631 byl interiér doplněn o hodnotné renesanční nástěnné malby. V roce 1711 byl poprvé barokně upraven. Poslední obnovou prošel v roce 2012, kdy byly odhaleny a zrestaurovány renesanční nástěnné malby. V interiéru se nachází barokní hlavní oltář, boční oltář Ukřižování a kazatelna, v boční kapli klasicistní oltář ze sousoším Piety z roku 1829. Na hlavním oltáři je obraz od J. B. Klemense z roku 1879. Fasády kostela jsou členěny půlkruhově, s okny s profilovanými šambránami. Věž má v horní části výrazná nárožní zkosení, je ukončena korunní římsou s terčíkem s hodinami a zvonovitou helmicí.
- Židovský hřbitov.

## Doprava

### Silniční doprava
Přes území obce prochází dálnice D1, která je součástí evropských silnic E50 a E75, a rychlostní silnice R6. Přímo přes zastavěné území obce přecházejí silnice I/49 a I/61, ze které odbočuje silnice III/1946 na Mojtín.

### Železniční doprava
V obci je stanice na železniční trati Bratislava–Žilina.

## Rodáci
- Prof. MUDr. Emanuel Filo – rektor Univerzity Komenského v Bratislavě
- RNDr. Pavel Šulek, CSc. – slovenský fyzik
- Vojtech Ambrus (3. listopad 1909, Beluša – 5. září 1979, Budapešť) – přírodovědec, entomolog, fytopatolog (zoocecídie) a pedagog
- Pavol Adámi (1739–1814) – veterinář
- Jan Lipa, roz. Daniš (1940–2012) – český olašský král